# 500. Geburtstag von Martin Luther

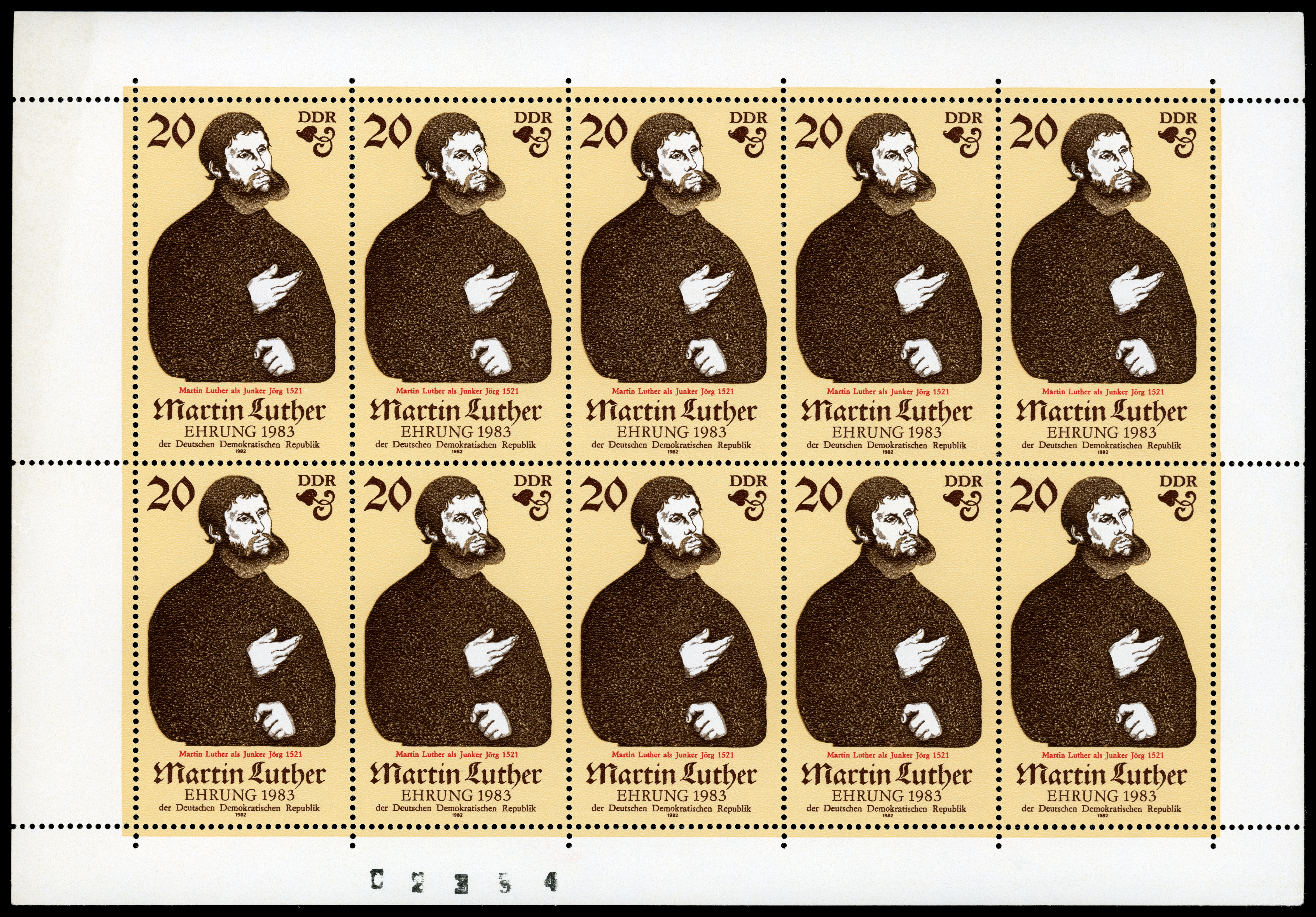
Martin Luther als Junker Jörg (Gemälde von Lucas Cranach d. Ä.). Am Bogenrand kann man die Bogennummer 02354 erkennen.

Der 500. Geburtstag von Martin Luther wurde von der Deutschen Post der DDR in den Jahren 1982/83 mit Briefmarkenausgaben gewürdigt. Der ausgegebene Kleinbogen mit der Darstellung von Martin Luther als Junker Jörg ist einzeln nummeriert.
Die Motive wurden von Gerhard Schmidt entworfen.
Alle seit 1964 herausgegebenen Marken, sowie die 1963 herausgegebene Dauermarkenserie Staatsratsvorsitzender Walter Ulbricht, waren ursprünglich unbegrenzt frankaturgültig. Mit der Wiedervereinigung verloren diese Marken nach dem 2. Oktober 1990 ihre Gültigkeit.

## Liste der Ausgaben und Motive
Legende
- Bild: Eine bearbeitete Abbildung der genannten Marke. Das Verhältnis der Größe der Briefmarken zueinander ist in diesem Artikel annähernd maßstabsgerecht dargestellt. Sollten keine Marken abgebildet sein, liegt es daran, dass das Urheberrecht des Künstlers noch nicht erloschen ist.
- Beschreibung: Eine Kurzbeschreibung des Motivs und/oder des Ausgabegrundes. Bei ausgegebenen Serien oder Blocks werden die zusammengehörigen Beschreibungen mit einer Markierung versehen eingerückt.
- Wert: Der Frankaturwert der einzelnen Marke in Pfennig. Ein „+“ bedeutet, dass es sich um eine Zuschlagsmarke handelt (= Frankaturwert + Spende).
- Ausgabedatum: Das Datum des erstmaligen Verkaufs dieser Briefmarke.
- Auflage: Soweit bekannt, wird hier die zum Verkauf angebotene Anzahl dieser Ausgabe angegeben.
- Entwurf: Soweit bekannt, wird hier angegeben, von wem der Entwurf dieser Marke stammt.
- Mi.-Nr.: Diese Briefmarke wird im Michel-Katalog unter der entsprechenden Nummer gelistet.

| Bild | Beschreibung | Werte in Pfennig | Ausgabe- datum   | Auflage    | Entwurf         | Mi.-Nr.       |
|      | 500. Geburtstag von Martin Luther (I) - Stadtsiegel von Eisleben (um 1500)                                                                                          | 10               | 9. November 1982 | 16.000.000 | Gerhard Schmidt | 2754          |
|      | Diese Briefmarke wurde auch als Kleinbogen ausgegeben: Auflage aus Bogen: 21.000.000 Einzelmarken - Martin Luther als Junker Jörg (Gemälde von Lucas Cranach d. Ä.) | 20               | 9. November 1982 | 29.000.000 | Gerhard Schmidt | 2755          |
|      | - Stadtsiegel von Wittenberg (um 1500) | 35               | 9. November 1982 | 5.000.000  | Gerhard Schmidt | 2756          |
|      | - Martin Luther, Porträt aus der Cranach-Werkstatt | 85               | 9. November 1982 | 2.225.000  | Gerhard Schmidt | 2757          |
|      | 500. Geburtstag von Martin Luther (II) Initialen von Martin Luther, Reformator                                                                                      | 1 M              | 18. Oktober 1983 | 2.100.000  | Gerhard Schmidt | 2833 Block 73 |

## Kleinbogen

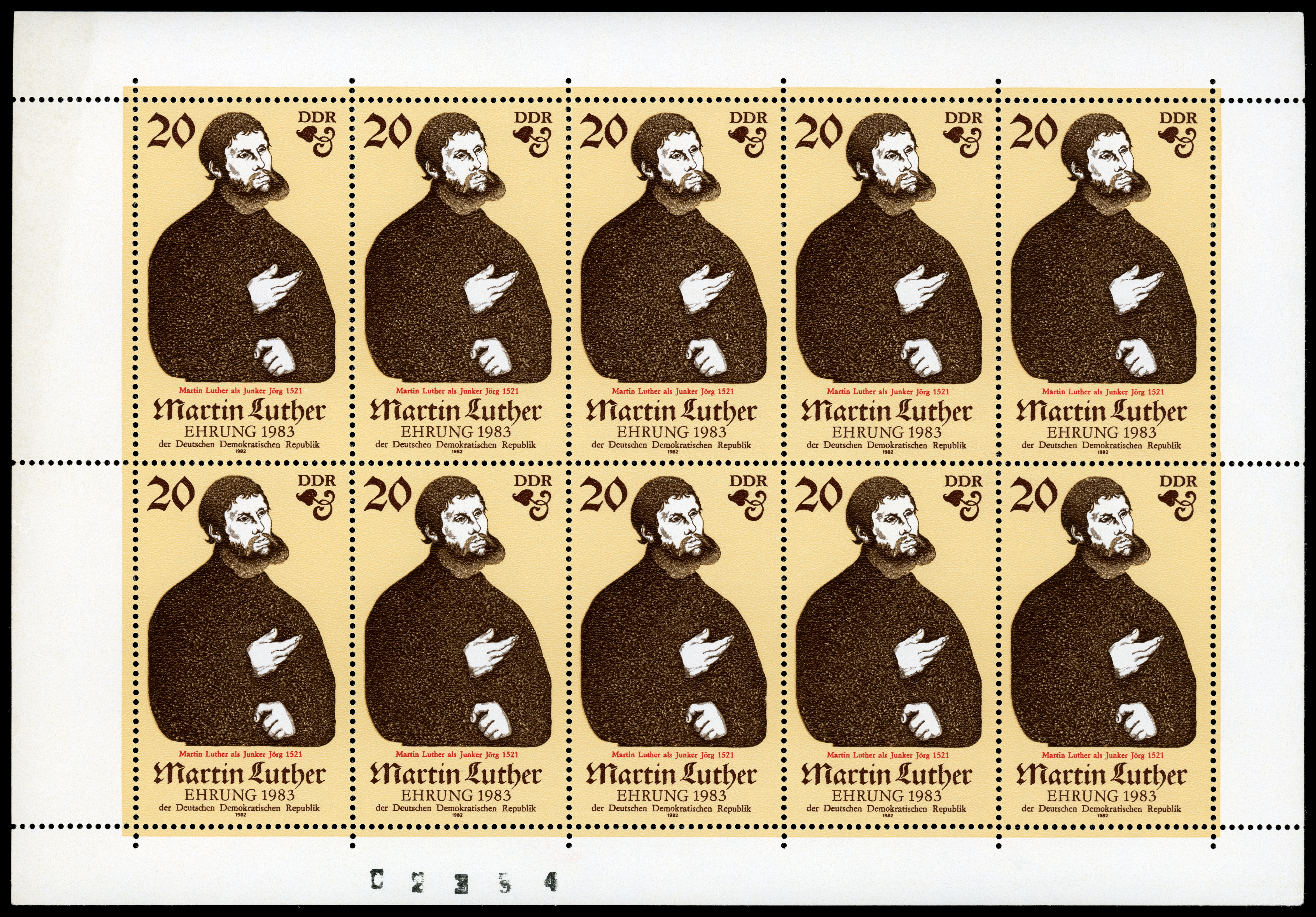
Martin Luther als Junker Jörg (Gemälde von Lucas Cranach d. Ä.)